# Close-Up
Close-Up (en persa: کلوزآپ ، نمای نزدیک‎[Klūzāp, nemā-ye nazdīk]) es una película del género docuficción escrita, dirigida y editada por el realizador iraní Abbas Kiarostami. Estrenada en 1990, mezcla la ficción y el documental recreando un suceso real en el que un apasionado de cine se hace pasar por el reputado director Mohsen Makhmalbaf. 

## Sinopsis
La película cuenta la historia real de un hombre que se hizo pasar por el cineasta Mohsen Makhmalbaf, y engañó a una familia bajo el pretexto de que podrían protagonizar su nueva película. El filme cuenta con la participación de las personas involucradas en el hecho real, actuando como ellos mismos en la recreación del suceso. Close-Up trata temas como la identidad humana o la propia concepción del arte y del cine en el marco de la cultura iraní. La película propulsó el reconocimiento de Kiarostami en Occidente.

## Reparto
- Hossain Sabzian como él mismo.
- Mohsen Makhmalbaf como él mismo.
- Abbas Kiarostami como él mismo.
- Abolfazl Ahankhah como él mismo.
- Mehrdad Ahankhah como él mismo.
- Monoochehr Ahankhah como él mismo.
- Mahrokh Ahankhah como ella misma.
- Haj Ali Reza Ahmadi, como él mismo, el juez.
- Nayer Mohseni Zonoozi como ella misma.
- Ahmad Reza Mohseni Moayed como él mismo, un amigo de la familia.
- Hossain Farazmand como él mismo, un reportero.
- Hooshang Shamaei como él mismo, un taxista.
- Mohammad Ali Barrati como él mismo, un soldado.
- Davood Goodarzi como él mismo, un sargento.
- Hassan Komaili como él mismo, taquígrafo del tribunal.
- Davood Mohabbat como él mismo, taquígrafo del tribunal.

## Génesis de la película
Close-Up se basa en un hecho real que ocurrió en Teherán a finales de la década de 1980. Kiarostami descubrió a su protagonista, Sabzian, en 1989 tras leer en la revista iraní Sorush un artículo del periodista Hassan Farazmand que relataba el suceso. Kiarostami interrumpió de inmediato la preproducción del proyecto cinematográfico en el que estaba trabajando para lanzarse en la producción de un documental sobre Sabzian. Obtuvo del juez la autorización de filmar el juicio de Sabzian y consiguió que tanto Sabzian como la familia Ahankhah y el periodista Farazmand aceptaran de actuar en la película para recrear los acontecimientos. Kiarostami organizó también un encuentro entre Mohsen Makhmalbaf y Sabzian para que fuera a pedir perdón a la familia Ahankhah.

## Crítica
En el momento de su estreno en Irán, la película recibió críticas generalmente negativas; la producción comenzó a ser valorada de una manera más positiva a partir de su proyección en el extranjero. Close-Up fue incluida por críticos de cine en la lista "Las 50 mejores películas de todos los tiempos" de la revista británica Sight & Sound (publicada por el British Film Institute), donde terminó en el puesto 43.